# Ян Длугош
Ян Длу̀гош (на полски: Jan Długosz; на латински: Ioannes Dlugossius) е полски историк, духовник, географ и дипломат – герб Венява. Като съвременник на събитията, неговите сведения за за походите на Владислав III от 1443–1444 г. срещу османските турци са от съществено историографско значение.

## Биография
Роден е през 1415 г. в село Стара Бжежница, Шерадзка земя в шляхтичкото семейството на Ян Длугош от Неджелско и Беата, дъщеря на Марчин от Боровна.
В периода от 1455 до своята смърт през 1480 г. Ян Длу̀гош пише обобщаващия труд “Анали или хроника на славното Полско кралство”. Бил е секретар на полския архиепископ Збигнев Олешницки.

## Произведения
- Annales seu cronicae incliti Regni Poloniae (Годишници или хроники на славното Полско кралство), известни като Хроника на Ян Длугош
- Liber beneficiorum dioecesis Cracoviensis
- Banderia Prutenorum – Описание на пруските знамена пленени при Грюнвалд
- Insignia seu clenodia Regis et Regni Poloniae (Регалии и скъпоценности на краля и Полското кралство) – най-старото известно описание на гербовете на полската аристокрация
- Vitae episcoporum Poloniae – Каталози на полските епископи
- Articuli de incorporatione Masoviae
- Vitae beatissimi Stanislai Cracoviensis episcopi – Житие на Св. Станислав епископ на Краков